# Catarrhospora
Catarrhospora is een botanische naam voor een geslacht van korstmossen behorend tot de familie Lecideaceae. De typesoort is Catarrhospora mira.

## Soorten
Het geslacht bestaat volgens Index Fungorum uit de volgende twee soorten (peildatum november 2021):
| Soortnaam               | Auteur(s) | Publicatiejaar |
| ----------------------- | --------- | -------------- |
| Catarrhospora mira      | Brusse    | 1994           |
| Catarrhospora splendida | Brusse    | 1994           |